# Јован Ћирић (судија)
Јован Ћирић (Београд, 4. април 1960 — Београд 12. децембар 2022) био је српски правник, научни саветник, бивши директор Института за упоредно право и од 2016 године судија је Уставног суда Србије.

## Биографија
Јован Ћирић рођен је у Београду, где је завршио основну школу и Пету београдску гимназију. Године 1979. уписао је Правни факултет у Београду, на коме је дипломирао 1984. Следеће, 1985. године запослио се у Институту за криминолошка и социолошка истраживања, где је радио као истраживач. 1990. године ја магистрирао на београдском Правном факултету са темом „Несавесно лечење болесника“, док је 2000. године на истом факултету докторирао са темом „Ваправни утицаји на казнену политику судова“.
Године 2000. др Јован Ћирић се запошљава у Институту за упоредно право. Звање „научни сарадник" стиче 2002. године стиче, а 2004. звање „виши научни сарадник“. У највише научно звање, „научни саветник“, изабран је 2009. године.
Од 2006, до 2010 је био Председник Управног одбора Института за криминолошка и социолошка истраживања. Такође је био члан Етичког комитета Клиничког центра Србије и Потпредседник Српског удружења за медицинско право. У 2009. као и 2012. години др Ћирић је био члан радне групе за измене и допуне кривичног законодавства Србије.
Од 2007. до 2016. године био је директор Института за упоредно право.
За судију Уставног суда Србије изабран је 2016. године.
Био је потпредседник криминолошке секције „Српског удружења за кривичноправну теорију и праксу“.
Преминуо је 12. децембра 2022. године у Београду.

## Научно-истраживачки пројекти
Током рада у Институту за криминолошка и социолошка истраживања, Ћирић је, између осталог учествовао у раду на пројектима: „Кривичноправна заштита друштвене својине“; „Економски криминалитет у Србији“; „Казнена политика судова у Србији“, итд.
У Институту за упоредно право, био је ангажован на неколико пројеката, као што су: „Државни универзитети у европском правном систему“; „Хармонизација српског права са правом ЕУ у области енергетике“; „Људска права у сектору одбране“; „Анти-дисикриминациона политика у Србији“; „Улога јавних тужилаца у успостављању владавине права“. Током 2007/2008 године, био је ангажован на пројекту који је финансирала Агенција УН –UNICRI и Правни факултет Универзитета у Фиренци: „Борба против организованог криминалитета у Србији“. Из тог пројекта је настала прва књига у Србији која је третирала проблематику организованог криминалитета.
Од 2006. до 2010. је био руководилац пројекта рађеног при Министарству науке: „Српско право и међународне судске институције“, док је од 2011 до 2016. руководио пројектом: „Српско и Европско право – упоређивање и усаглашавање.“
Институт за упоредно право је под његовим руководством објавио зборник радова; „75 година од успостављања Јасеновца“. Та књига била је представљена у Њујорку, а послужила је као предтекст конференције и изложбе одржане поводом дана холокауста у Њуџерзију 2017. У тој књизи је један од аутора био и познати истраживач холокауста из Израела – Гидеон Грајф, а цела манифестација је одржана уз помоћ Министарства спољних послова Србије.
За време док је био директор Института за упоредно право, био је уредник неколико значајних зборника радова, као што су: „Космет – Гордијев чвор“; „Увод у право САД“ и „Хашки трибунал између права и политике“, чији су делови послужили Председнику Србије Томиславу Николићу за његов говор у УН о међународним ad-hoc трибуналима, 2013. године.
Треба поменути и зборник радова „100 година од почетка Првог светског рата”. То је зборник који се састоји од 46 радова 54 аутора, не само из Србије, него и из САД, Француске, Италије, Аустрије, Словеније, Албаније и Русије. Покровитељ те књиге био је тадашњи Предсеник Србије Томислав Николић, књига је била промовисана у Андрићграду на посебној конференцији, а промоције те књиге је била организована и у Бечу. Следеће, 2015. године, у Будви, у манастиру Подмајне су Институт за упоредно право, Митрополија црногорско-приморска и Центар за проучавање религије и верску толеранцију организовали конференцију, из које је произишао зборник радова: „Религија, политика, право” са 50 чланака чији су аутори, из Србије и Црне Горе, Италије, Велике Британије, Аустрије и Русије.
Године 2012. Ћирић је говорио у Паризу пред Парламентарном скупштином Савета Европе, о алтернативним кривичним санкцијама у Србији, а 2014. је на Правном факултету у Фиренци, студентима одржао предавање о Хашком трибуналу.

## Награде и признања
Министарство науке му је 2005. године доделило посебну награду за научни рад.
Српско удружење за кривичноправну теорију и праксу му је 2013. године доделило годшњу награду за развој науке и научни допринос у тој области.
Чланци и књиге др Јована Ћирића цитирани су преко 250 пута у радовима других аутора.